# Xã Ash, Quận Pennington, South Dakota
Xã Ash (tiếng Anh: Ash Township) là một xã thuộc quận Pennington, tiểu bang Nam Dakota, Hoa Kỳ. Năm 2010, dân số của xã này là 20 người.